# Linköpings HC 2011/2012
Elitserien i ishockey 2011/2012 är Linköpings HC:s 12:e säsong i Elitserien i ishockey. För första gången på nio år misslyckades laget att ta sig till slutspel. När säsongen var över hade man, av 55 matcher, vunnit 17, förlorat 24, och 14 hade gått till förlängning. I sista omgången tog sig laget över kvalstrecket och säkrade därmed kontraktet för nästa elitseriesäsong.
Under säsongen spelade laget även i European Trophy, där man slutade på en fjärdeplats.

## European Trophy
Linköping spelade under försäsongen i South Division i European Trophy. Efter att ha endast tagit en poäng på de tre inledande matcherna ryckte laget upp sig och vann fyra av de fem återstående matcherna. Linköping slutade tvåa i sin grupp och var därmed klart för slutspel. Slutspelet spelades mellan den 16 och 18 december i Österrike. I kvartsfinalen mötte Linköping Frölunda HC och vann matchen med 4-2. I semifinalen väntade värdarna EC Red Bull Salzburg. Efter full tid och förlängning stod matchen lika, 3-3, men Salzburg lyckades sedan vinna efter straffläggning. I bronsmatchen väntade sedan Luleå HF, som förlorat sin semifinal mot finländska Jokerit med 3-2. Matchen gick till förlängning där Luleå sedan vann med 3-2 då Jan Sandström avgjort när endast två sekunder återstod.

### Tabell
De två främsta lagen gick vidare till slutspel.
| European Trophy 2011 - South Division | European Trophy 2011 - South Division | SM | V | O | F | ÖTV | ÖTF | SLV | SLF | GM | IM | MS | P  |
| ------------------------------------- | ------------------------------------- | -- | - | - | - | --- | --- | --- | --- | -- | -- | -- | -- |
| 1                                     | HC ČSOB Pojišťovna Pardubice          | 8  | 4 | 2 | 2 | 0   | 1   | 1   | 0   | 23 | 21 | +2 | 15 |
| 2                                     | Linköpings HC                         | 8  | 3 | 3 | 2 | 1   | 0   | 0   | 2   | 19 | 18 | +1 | 13 |
|                                       |                                       |    |   |   |   |     |     |     |     |    |    |    |    |
| 3                                     | Adler Mannheim                        | 8  | 4 | 0 | 4 | 0   | 0   | 0   | 0   | 22 | 24 | -2 | 12 |
| 4                                     | HV71                                  | 8  | 3 | 1 | 4 | 0   | 1   | 0   | 0   | 15 | 21 | -6 | 10 |
| 5                                     | HC Bílí Tygři Liberec                 | 8  | 1 | 2 | 5 | 1   | 0   | 1   | 0   | 16 | 19 | -3 | 7  |
| 6                                     | HC Kometa Brno                        | 8  | 1 | 1 | 6 | 0   | 0   | 1   | 1   | 20 | 27 | -7 | 5  |

██ Gick vidare till slutspel

██ Missade slutspel

## Ordinarie säsong

### Tabell
|     | Elitserien i ishockey 2011/2012 | SM | V  | O  | F  | ÖTV | ÖTF | GM  | IM  | MS  | P   |
| --- | ------------------------------- | -- | -- | -- | -- | --- | --- | --- | --- | --- | --- |
| 1.  | y - Luleå HF                    | 55 | 25 | 17 | 13 | 8   | 9   | 128 | 104 | +24 | 100 |
| 2.  | x - Skellefteå AIK              | 55 | 26 | 12 | 17 | 4   | 7   | 148 | 125 | +23 | 95  |
| 3.  | x - HV71                        | 55 | 22 | 17 | 16 | 9   | 8   | 151 | 130 | +21 | 92  |
| 4.  | x - Brynäs IF                   | 55 | 26 | 11 | 19 | 6   | 5   | 148 | 140 | +8  | 92  |
| 5.  | x - Frölunda HC                 | 55 | 22 | 16 | 17 | 8   | 8   | 140 | 113 | +27 | 90  |
| 6.  | x - Färjestads BK               | 55 | 23 | 14 | 18 | 4   | 10  | 124 | 124 | 0   | 87  |
| 7.  | x - AIK                         | 55 | 19 | 17 | 19 | 8   | 9   | 146 | 132 | +14 | 82  |
| 8.  | x - Modo Hockey                 | 55 | 19 | 14 | 22 | 8   | 6   | 146 | 147 | -1  | 79  |
|     |                                 |    |    |    |    |     |     |     |     |     |     |
| 9.  | e - Växjö Lakers                | 55 | 18 | 15 | 22 | 8   | 7   | 124 | 133 | -9  | 77  |
| 10. | e - Linköpings HC               | 55 | 17 | 14 | 24 | 7   | 7   | 120 | 138 | -18 | 72  |
|     |                                 |    |    |    |    |     |     |     |     |     |     |
| 11. | r - Djurgårdens IF              | 55 | 15 | 17 | 23 | 10  | 7   | 123 | 144 | -21 | 72  |
| 12. | r - Timrå IK                    | 55 | 10 | 14 | 31 | 8   | 6   | 115 | 183 | -68 | 52  |

## Transaktioner[1][2]
| Nyförvärv till Linköpings HC | Nyförvärv till Linköpings HC | Nyförvärv till Linköpings HC |
| ---------------------------- | ---------------------------- | ---------------------------- |
| Spelare                      | Tidigare klubb               | Kontrakterad                 |
| Johan Schillgard             | LHC J20                      | 2 år                         |
| Linus Hultström              | LHC J20                      | 2 år                         |
| Johan Åkerman                | Kölner Haie                  | 1 år                         |
| Carl Söderberg               | Malmö Redhawks               | 1 år                         |
| Pär Arlbrandt                | Luleå HF                     | 2 år                         |
| Albin Lorentzon              | Örebro HK                    | 1 år                         |
| Kalle Olsson                 | Västerås IK                  | 1 år                         |
| Robin Figren                 | Bridgeport Sound Tigers      | 2 år                         |
| Joakim Eriksson              | Södertälje SK                | 11 veckor                    |
| Mark Hartigan                | Rapperswil-Jona Lakers       | 1 år                         |
| Ivan Majeský                 | HC Rabat Kladno              | 0,5 år                       |
| Harald Lückner               | Mora IK                      | 0,5 år                       |
| Patrick Yetman               | Ässät                        | 4 månader                    |

| Förlänger med Linköpings HC | Förlänger med Linköpings HC |
| --------------------------- | --------------------------- |
| Spelare                     | Kontrakterad                |
| Erik Andersson              | 3 år                        |
| Axel Brage                  | 2 år                        |
| Erik Lindhagen              | 2 år                        |
| Andreas Jämtin              | 4 år                        |
| Niclas Hävelid              | 1 år                        |
| Fredrik Norrena             | 2 år                        |
| Jan Hlavac                  | 1 år                        |
| Jaroslav Hlinka             | 1 år                        |
| Carl Söderberg              | 3 år                        |

| Lämnar Linköpings HC | Lämnar Linköpings HC |
| -------------------- | -------------------- |
| Spelare              | Nytt lag             |
| Andreas Pihl         | Slutar               |
| Viktor Ekbom         | Tappara              |
| Josef Melichar       | HC Pardubice         |
| Johan Andersson      | Timrå IK             |
| Patrik Zackrisson    | Atlant Mytisjtji     |
| Jeff Ulmer           | DEG Metro Stars      |
| Jari Tolsa           | Frölunda HC          |
| Dennis Bozic         | IF Sundsvall Hockey  |

| Lämnar Linköpings HC under säsongen | Lämnar Linköpings HC under säsongen | Lämnar Linköpings HC under säsongen |
| ----------------------------------- | ----------------------------------- | ----------------------------------- |
| Spelare                             | Nytt lag                            | Datum                               |
| Joakim Eriksson                     | Esbo Blues                          | 22 oktober 2011                     |
| Andreas Molinder                    | Timrå IK                            | 13 december 2011                    |
| Martin Laumann Ylven                | Lørenskog IK                        | 4 januari 2012                      |
| Johan Åkerman                       | Kölner Haie                         | 9 januari 2012                      |
| Hans Särkijärvi                     | Djurgården J20                      | 9 januari 2012                      |

- – Mattias Weinhandl och Tony Mårtensson är sedan tidigare utlånade till KHL.

## Trupp och statistik

### Utespelare
Notera: GP = Spelade matcher; G = Mål; A = Assists; Pts = Poäng
| Namn                 | Nat      | Pos | GP                              | G                               | A                               | P                               |
| Namn                 | Nat      | Pos | Elitserien i ishockey 2011/2012 | Elitserien i ishockey 2011/2012 | Elitserien i ishockey 2011/2012 | Elitserien i ishockey 2011/2012 |
| -------------------- | -------- | --- | ------------------------------- | ------------------------------- | ------------------------------- | ------------------------------- |
| Pär Arlbrandt        | Sverige  | LW  | 55                              | 14                              | 23                              | 37                              |
| Carl Söderberg       | Sverige  | RW  | 42                              | 14                              | 21                              | 35                              |
| Magnus Johansson     | Sverige  | B   | 55                              | 6                               | 23                              | 29                              |
| Andreas Jämtin       | Sverige  | RW  | 53                              | 16                              | 7                               | 23                              |
| Jan Hlavac           | Tjeckien | C   | 37                              | 10                              | 13                              | 23                              |
| Jaroslav Hlinka      | Tjeckien | RW  | 42                              | 5                               | 17                              | 22                              |
| Robin Figren         | Sverige  | RW  | 51                              | 9                               | 10                              | 19                              |
| Niclas Hävelid       | Sverige  | B   | 55                              | 7                               | 9                               | 16                              |
| Sebastian Karlsson   | Sverige  | LW  | 43                              | 7                               | 4                               | 11                              |
| Pontus Petterström   | Sverige  | LW  | 52                              | 5                               | 5                               | 10                              |
| Andreas Molinder     | Sverige  | LW  | 28                              | 3                               | 7                               | 10                              |
| Johan Åkerman        | Sverige  | B   | 36                              | 2                               | 8                               | 10                              |
| Erik Lindhagen       | Sverige  | C   | 55                              | 4                               | 5                               | 9                               |
| Mark Hartigan        | Sverige  | C   | 23                              | 5                               | 3                               | 8                               |
| Mikael Håkanson      | Sverige  | C   | 31                              | 3                               | 5                               | 8                               |
| Mattias Bäckman      | Sverige  | B   | 42                              | 1                               | 7                               | 8                               |
| Kalle Olsson         | Sverige  | RW  | 51                              | 3                               | 4                               | 7                               |
| Patrick Yetman       | Kanada   | RW  | 13                              | 3                               | 2                               | 5                               |
| Klas Dahlbeck        | Sverige  | B   | 55                              | 2                               | 2                               | 4                               |
| Ivan Majesky         | Tjeckien | B   | 22                              | 0                               | 3                               | 3                               |
| Robin Persson        | Sverige  | B   | 39                              | 0                               | 3                               | 3                               |
| Albin Lorentzon      | Sverige  | B   | 44                              | 1                               | 1                               | 2                               |
| Erik Andersson       | Sverige  | B   | 39                              | 0                               | 2                               | 2                               |
| Fredrik Norrena      | Finland  | MV  | 47                              | 0                               | 2                               | 2                               |
| Michael Holmqvist    | Sverige  | RW  | 48                              | 0                               | 2                               | 2                               |
| Joakim Eriksson      | Sverige  | C   | 12                              | 0                               | 1                               | 1                               |
| Sebastian Ottosson   | Sverige  | RW  | 15                              | 0                               | 1                               | 1                               |
| Jonatan Nielsen      | Sverige  | B   | 1                               | 0                               | 0                               | 0                               |
| Victor Jigmalm       | Sverige  | LW  | 2                               | 0                               | 0                               | 0                               |
| Christopher Fish     | Sverige  | RW  | 4                               | 0                               | 0                               | 0                               |
| Linus Hultström      | Sverige  | B   | 5                               | 0                               | 0                               | 0                               |
| Claes Nordén         | Sverige  | RW  | 8                               | 0                               | 0                               | 0                               |
| Joachim Nermark      | Sverige  | LW  | 17                              | 0                               | 0                               | 0                               |
| Martin Laumann Ylven | Sverige  | RW  | 24                              | 0                               | 0                               | 0                               |

Uppdaterad 7 mars 2012

### Målvakter
Notera: GP = Spelade matcher; GA = Insläppta mål; S = Mottagna skott; Sv% = Räddningsprocent; GAA = Insläppta mål i genomsnitt
| Namn                | Nat     | Pos | GP                              | GA                              | S                               | Sv%                             | GAA                             |
| Namn                | Nat     | Pos | Elitserien i ishockey 2011/2012 | Elitserien i ishockey 2011/2012 | Elitserien i ishockey 2011/2012 | Elitserien i ishockey 2011/2012 | Elitserien i ishockey 2011/2012 |
| ------------------- | ------- | --- | ------------------------------- | ------------------------------- | ------------------------------- | ------------------------------- | ------------------------------- |
| Christian Engstrand | Sverige | MV  | 13                              | 26                              | 301                             | 91,36                           | 2,00                            |
| Fredrik Norrena     | Finland | MV  | 47                              | 101                             | 1258                            | 91,97                           | 2,15                            |

Uppdaterad 7 mars 2012

## NHL-draft
Följande Linköping-spelare blev valda i NHL Entry Draft 2012.
| Runda | Nr  | Spelare         | Position | Nationalitet | NHL-lag          |
| ----- | --- | --------------- | -------- | ------------ | ---------------- |
| 7     | 194 | Jonatan Nielsen | Back     | Sverige      | Florida Panthers |